# Kästenberg
Der Kästenberg ist ein insgesamt 300 Meter hoher Berg im Pfälzerwald.

## Geographie

### Lage
Der Berg liegt auf der Gemarkung der Stadt Bad Dürkheim und bildet den südöstlichen Ausläufer des Teufelsstein. Er befindet sich ganz im Osten der Haardt, wie der Ostrand des Pfälzerwald genannt wird. Unmittelbar östlich des Bergs schließt sich bereits der Haardtrand an. Umliegende Berge des Pfälzerwald sind im Nordwesten der Peterskopf und der Kleine Peterskopf.
Bereits an seinem Südfuß beginnt die Bebauung der Stadt Bad Dürkheim; in diesem Bereich verläuft außerdem die Isenach.

### Naturräumliche Zuordnung
1. Großregion 1. Ordnung: Schichtstufenland beiderseits des Oberrheingrabens
2. Großregion 2. Ordnung: Pfälzisch-Saarländisches Schichtstufenland
3. Großregion 3. Ordnung: Pfälzerwald
4. Region 4. Ordnung (Haupteinheit): Mittlerer Pfälzerwald
5. Region 5. Ordnung: Haardt

## Geschichte
Sein Name leitet sich vom pfälzischen Begriff für Kastanien ab und heißt demnach so viel wie „Kastanienberg“. Am Berg selbst befinden sich mit der Heidenmauer, dem Kriemhildenstuhl und dem Brunhildisstuhl – alternativ Brunholdisstuhl genannt – drei antike Zeugnisse. Erstere ist das Überbleibsel einer um 500 vor Christus entstandenen Keltensiedlung. Die beiden letztgenannten waren römische Steinbrüche. An der Südflanke des Berges wurde Ende des 19. Jahrhunderts die Aussichtsplattform Kaiser-Wilhelm-Höhe errichtet.

## Infrastruktur
An seinem Südfuß befinden sich mit Klinik Sonnenwende und der Rhein-Haardt-Klinik zwei Krankenhäuser.

## Tourismus
Über den Berg verlaufen der Fernwanderweg Staudernheim–Soultz-sous-Forêts und der Prädikatswanderweg Pfälzer Weinsteig. 